# Quissac (Gard)
Quissac è un comune francese di 2 740 abitanti situato nel dipartimento del Gard, nella regione dell'Occitania.

## Società

### Evoluzione demografica
Abitanti censiti